# 日向星花
日向 星花（ひなた せいか）は、日本の漫画家。

## 作風
月刊雑誌ネオジオフリークの龍虎の拳の4コマ漫画で商業デビュー。
ボーイズラブメインで、同人活動も積極的に行っていた。コメディ構成を好む。作中の人物はどれも筋肉質でリアルではあるが、引き締まった体で描かれている。師匠はにわのまこと。

## 作品
- GUILTY
- おばけこんち
- せんせい、あのね
- はじめてを、キミと
- ワイルドチェリーボーイズ
- 家庭彩艶
- 褐色元気!!
- 未確認恋愛感情
- 家庭・彩艶
- エクスタシーB.
- 恋愛基準値